# Levi García
Levi Samuel García (ur. 20 listopada 1997 w Santa Flora) – piłkarz pochodzący z Trynidadu i Tobago, występujący na pozycji napastnika, w greckim klubie AEK Ateny.

## Sukcesy

### AEK Ateny
- Mistrz Grecji: (2022/2023)
- Puchar Grecji: (2022/2023)[4]

## Życie prywatne
Piłkarzami są również jego dwaj bracia Judah i Nathaniel, oraz kuzyn Isaiah